# Antonio Zapattini
Levy Antonio Zapattini Ortiz, detto Chitón (Asunción, 17 gennaio 1929 – 16 ottobre 2019), è stato un cestista paraguaiano.

## Carriera
Con il Paraguay ha disputato i Campionati del mondo del 1954.